# Колесников, Семён Никитович
Семён Никитович Колесников (1911—1975) — гвардии майор Советской Армии, участник Великой Отечественной войны, Герой Советского Союза (1945).

## Биография
Семён Колесников родился 2 (15) февраля 1911 года в селе Подвислово. После окончания начальной школы проживал в Ленинграде, где работал такелажником-монтажником на заводе имени Ленина. В 1933 году Колесников был призван на службу в Рабоче-крестьянскую Красную Армию. В 1942 году он окончил Энгельсское пулемётное училище. С декабря того же года — на фронтах Великой Отечественной войны. Принимал участие в боях на Сталинградском, Южном, 1-м Украинском, 3-м Белорусском и 1-м Прибалтийском фронтах. К июлю 1944 года гвардии старший лейтенант Семён Колесников командовал стрелковой ротой 7-й гвардейской механизированной бригады 3-го гвардейского механизированного корпуса 1-го Прибалтийского фронта. Участвовал в сражениях на территории Латвийской ССР.
В конце июля 1944 года рота Колесникова перерезала дорогу Елгава-Тукумс, по которой отступали немецкие войска. Противник трижды пытался прорвать оборону роты, но все попытки закончились ничем. Затем, перейдя в наступление, роты приняла активное участие в боях за город. Всего же за время тех боёв рота Колесникова уничтожил 6 дзотов, 5 станковых и 8 ручных пулемётов, 1 артиллерийское орудие и более 100 вражеских солдат и офицеров. В качестве трофеев ей были захвачены около 50 автомашин.
Указом Президиума Верховного Совета СССР от 24 марта 1945 года за «мужество, отвагу и героизм, проявленные в борьбе с немецкими захватчиками» гвардии старший лейтенант Семён Колесников был удостоен высокого звания Героя Советского Союза с вручением ордена Ленина и медали «Золотая Звезда» за номером 7389.
Участвовал в Параде Победы, нёс знамя 7-й гвардейской механизированной бригады. В 1955 году в звании майора Колесников был уволен в запас. Проживал в Ленинграде. Умер 28 апреля 1975 года, похоронен на кладбище Памяти жертв 9-го января в Санкт-Петербурге.
Был также награждён орденами Красного Знамени и Отечественной войны 1-й степени, двумя орденами Красной Звезды, рядом медалей.